# Monumentul Eroilor de la Păuliș
Monumentul Eroilor de la Păuliș este un monument dezvelit în 1974 în amintirea ostașilor căzuți în Lupta de la Păuliș purtată în zilele de 13-20 septembrie 1944.
Lucrarea a fost realizată de arhitectul Miloș Cristea în colaborare cu sculptorii Emil Vitroel și Ionel Muntean, în urma câștigării unui concurs național, și a fost distinsă cu Premiul Uniunii Arhitecților.
Monumentul se găsește pe câmpia dintre localitățile Sâmbăteni și Păuliș, pe locul în care, în septembrie, 1944, forțele militare române au oprit înaintarea trupelor hortyste spre Transilvania.
Monumentul este înscris în Lista monumentelor istorice din județul Arad cu cod LMI AR-III-m-A-00675.